# Arrayanal
Arrayanal es una localidad y municipio de argentina ubicada en el Departamento San Pedro de la Provincia de Jujuy. Se encuentra sobra la Ruta Nacional 34, 6 km al norte de San Pedro de Jujuy, rodeada por cañaverales del Ingenio La Esperanza.
En la localidad hay una comunidad de la etnia guaraní. En 1943 se inició una huelga en este lote, que luego se extendió al resto del ingenio, y dejó 4 obreros muertos tras enfrentamientos con la policía.